# Barry Cowen
Barry Cowen (ur. 28 sierpnia 1967 w Dublinie) – irlandzki polityk, działacz Fianna Fáil, parlamentarzysta, w 2020 przez kilkanaście dni minister, poseł do Parlamentu Europejskiego X kadencji.

## Życiorys
Pochodzi z rodziny o tradycjach politycznych, w parlamencie zasiadał jego ojciec Bernard Cowen, a także jego brat Brian Cowen, który m.in. pełnił funkcję premiera. Kształcił się w szkole katolickiej Cistercian College w Roscrea. Pracował jako licytator i rzeczoznawca majątkowy.
Wstąpił do ugrupowania Fianna Fáil. Na początku lat 90. został dokooptowany do rady hrabstwa Offaly w miejsce swojego brata. W gremium tym zasiadał do 2011.
W 2011 po raz pierwszy został wybrany do Dáil Éireann (kandydował w okręgu, z którego dotąd posłował jego nieubiegający się o reelekcję brat). W wyborach w 2016 i 2020 uzyskiwał mandat na kolejną kadencję niższej izby parlamentu. W czerwcu 2020 objął stanowisko ministra rolnictwa, żywności i gospodarki morskiej w rządzie Micheála Martina. Został odwołany w lipcu 2020 po kilkunastu dniach urzędowania w związku z kontrowersjami dotyczącymi jego ukarania za prowadzenie samochodu po spożyciu alkoholu.
W 2024 został wybrany w skład Parlamentu Europejskiego X kadencji.